# Paddy Stone
Paddy Stone (Winnipeg, 16 september 1924 - aldaar, 23 september 1986) was een Canadese danser, regisseur en choreograaf van joodse afkomst die in Nederland zes van de zeven musicals van Annie M.G. Schmidt en Harry Bannink regisseerde en choreografeerde. 
Paddy Stone werd geboren als zoon van een Russische moeder en een Poolse vader. Op zesjarige leeftijd begon hij met dansen bij Geraldine Foley en later bij Sara Baher Adelman. In 1932 stond Stone samen met zijn broer Joe en zus Emily bij de Geraldine Foley Dancers in Winnipeg op de planken. Ook had hij met zijn broer Joe een tapdance-act genaamd de Stepping Stones. In 1938 werd Stone als de enige mannelijke kandidaat aangenomen bij de net opgerichte Winnipeg Ballet Club, waarmee hij in 1939 zijn eerste voorstelling had, die werd gespeeld voor George VI van het Verenigd Koninkrijk en Elizabeth II van het Verenigd Koninkrijk. In de zomer van 1942 volgde Stone een summer school bij choreograaf George Balanchine aan de American School of Ballet. In 1943 maakte hij zijn eerste choreografie voor de Winnipeg Ballet Club.
In 1946 vertrok Stone naar Broadway om een dansrol te spelen in de Broadwaymusical Annie Get Your Gun van Irving Berlin. Daar werd hij gespot door de Londense Sadler Wells Ballet Company, die hem vroeg bij hen te komen dansen. In Londen danste hij eerst bij de Sadler Wells Ballet Company en later in het corps de ballet van Coppélia van het Royal Opera House. In 1947 speelde Stone de rol die hij ook op Broadway had gespeeld in de West End-productie van Annie Get Your Gun.
Begin jaren vijftig vormde Stone met Irving Davies en Beryl Kaye een dansgroep genaamd Three's Company, waarmee hij over de wereld toerde, waarna hij in New York settelde. Eind jaren vijftig danste Stone weer op West End en legde zich ook toe op het choreograferen. Zo deed hij de choreografieën van Lionel Bart's musicals Maggie May en Twang!!. In 1973 deed hij de choreografie van The Good Old, Bad Old Days, een musicals van Leslie Bricusse en Anthony Newley in Londen. In 1982 deed Stone de choreografie van de film Victor Victoria met Julie Andrews.

## Schmidt/Bannink-musicals
Begin jaren zestig vroeg John de Crane, de producent van de musicals van Annie M.G. Schmidt en Harry Bannink of Stone de choreografie wilde doen van hun musical Heerlijk Duurt Het Langst. Stone moest wegens beperkte beschikbaarheid verstek laten gaan. In 1971 werd Stone aangetrokken voor de regie en choreografie van Schmidt en Bannink's tweede musical, En nu naar bed. Stone zou ook de regie en choreografie doen van al Schmidt en Bannink's daaropvolgende musicals, te weten Wat Een Planeet (1973), Foxtrot (1977), Madam (1981), De Dader Heeft Het Gedaan (1983) en Ping Ping (1984). Stone stond bekend om zijn ijzeren discipline en werd door artiesten ook wel 'de beul' genoemd.
- Bibliothèque nationale de France: cb13900101r (data)
- Library of Congress Control Number: n97873667
- Virtual International Authority File: 42026752
- WorldCat: E39PBJfx7rJyJVpqwfJxRPq84q